# Aufbau neuer sozialistischer Dörfer

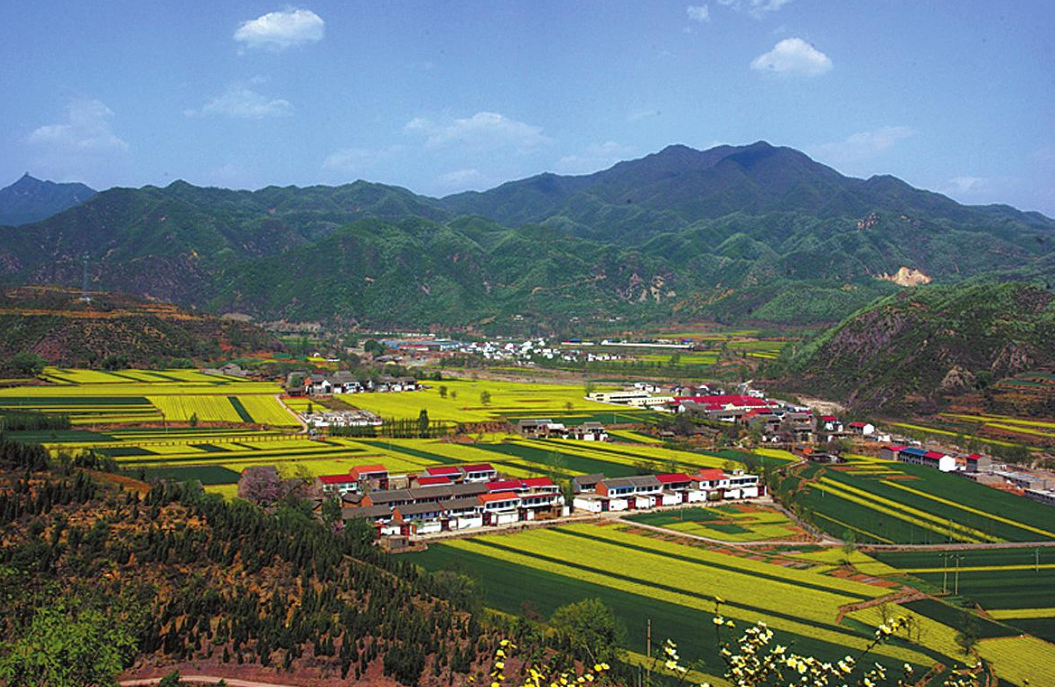
Neubauten in einem Dorf im Wangwu Shan, Provinz Henan; 2011

Der Aufbau neuer sozialistischer Dörfer (chinesisch 建设社会主义新农村, Pinyin Jiànshè Shèhuìzhǔyì Xīn Nóngcūn) ist ein Programm der Regierung der Volksrepublik China, das die Entwicklung des ländlichen Raums zum Ziel hat. Das Programm fördert strategisch differenzierte Dorfumstrukturierungsprogramme.

## Maßnahmen
Ziel des Programms ist laut einer Regierungserklärung die „Entwicklung der Produktion, wohlhabendes Leben, zivilisierte ländliche Sitten, Sauberkeit und Ordnung in den Dörfern und demokratische Verwaltung“.
Anfang 2004 leitete die Parteiführung erste Maßnahmen ein, die eine Einkommenserhöhung der Bauern zum Ziel hatten. Der Etat für die Landwirtschaft wurde aufgestockt. Ministerpräsident Wen Jiabao verkündete infolge die Abschaffung von Agrarsteuern. Da diese Reformen nur sehr geringe Verbesserungen der Lage der Landbevölkerung bewirkten, wurde im Jahr 2006 von der Zentralregierung mittels eines "Dokuments Nr.1" detaillierte Vorgaben zum „Aufbau der neuen sozialistischen Dörfer“ festgelegt.
Dabei steht der Bau besseren Wohnraums, Ausbau der Infrastruktur und Schaffung von Arbeitsplätzen außerhalb der Landwirtschaft im Vordergrund. Dieser Aufbau umfasst den Aufbau großer Produktionsbasen für Getreide, Baumwolle und Ölpflanzen, Lösung des Problems des Mangels an Trinkwasser für 100 Mio. Bauern, Bau bzw. Umbau von 1,2 Mio. km langen Landstraßen, Vervollständigung des medizinischen Dienstleistungssystems auf dem Lande, Müllentsorgung, Umweltschutz und Aufforstungsprogramme sowie Investitionen in die Stromversorgung.
Des Weiteren werden Anstrengungen zur Schaffung von Arbeitsplätzen durch Ansiedlung von Industrie und Gewerbe im ländlichen Bereich unternommen, zum Beispiel durch bessere Verkehrsanbindung an die größeren Städte. Das Ziel ist, dass alle Dörfer durch Landstraßen zu erreichen sind.
Das Programm zeigt unterschiedliche Wirkungen. Es gelingt durch dieses Programm bisher, arbeitsintensive Produktion weg von der Küste ins Hinterland zu verlagern. Ein nicht unwesentlicher Teil des Einkommens der Bauern wird nicht mehr durch die Landwirtschaft erzeugt. 
Beispieldörfer:
- Nanjie (Henan)